# Petronilla (Vorname)
Petronilla ist ein italienischer weiblicher Vorname.

## Herkunft und Bedeutung
Der Name stammt von einem lateinischen Namen, einer Verkleinerung von Petronia, ab; die wiederum eine weibliche Form von Petronius ist. Dies war der Name einer römischen Heiligen aus dem 1. Jahrhundert, die später als Tochter des Heiligen Petrus bekannt wurde.
Varianten des Namens in anderen Sprachen sind Pernille (dänisch/norwegisch), Petronella/Pietronella (niederländisch), Parnel/Pernel/Peronel/Petronel (englisch), Pétronille (französisch), Petronela (polnisch/rumänisch), Petronela/Nela (slowakisch) und Petronella/Pernilla (schwedisch).

## Bekannte Namensträgerinnen
- Petronilla von Holland (um 1082–1144), Gräfin von Holland und Regentin der Grafschaft
- Petronilla de Meath (um 1300–1324), irische Dienstmagd
- Alix Petronilla von Aquitanien (um 1125–1151), Gräfin von Vermandois